# LIFE (MONDO GROSSOの曲)
『LIFE feat.bird』は、MONDO GROSSOの6枚目のシングル。2000年5月24日にソニー・ミュージックアソシエイテッドレコーズよりリリースされた。

## 概要
前作より2年10ヶ月ぶり、フォーライフ・レコードからソニー・ミュージックアソシエイテッドレコーズに移籍してからは初となるシングル。フューチャリングゲストとして前年にデビューしたbirdが参加している。全日本空輸「ANA'sパラダイス沖縄キャンペーン」CMソング。
8cmシングルとマキシシングルが同時発売、2週間後にアナログ盤が発売。全てにおいて収録曲が異なる。
2023年2月現在最も売れたシングル。
発売から19年後の2019年5月27日に新録バージョン「LIFE feat. bird（Retune）」が配信リリース。綾瀬はるかが出演するANA「FLYING HONU Debut!!」編のCMソングに使用された。ベスト・アルバム『bird 20th Anniversary Best』に収録されたほか、2019年8月7日に12inchアナログシングルとして発売。

## 収録曲
8cmシングル
1. LIFE (Single Edit)
作詞：bird／作曲：Shinichi Osawa・Yoshito Tanaka
2. LIFE (Main) Instrumental

マキシシングル
1. LIFE (Main) [9:15]
2. LIFE (M.G 2.7 Stepped Mix-Single Edit) [6:41]
3. LIFE (Saudade Unplugged) [7:42]
4. LIFE (M.G 2.7 Stepped Mix) [7:23]

12inchアナログ
- A1.Life (Main)
- A2.Life (Main Instrumental)
- B1.Life (M.G.2.7 Stepped Main Mix)
- B2.Life (M.G.2.7 Stepped Main Mix - Instrumental)

LIFE feat.bird (Retune)
- A.LIFE feat.bird (Retune)
- B.LIFE feat.bird (Nextune)

## カバー
- 私立恵比寿中学 - 2017年9月23日にライブで歌唱[6]。
- 日向ハル - 2021年1月16日にオンラインライブで歌唱[7]。

## 収録作品・カバー
| 発売日         | タイトル                                                                |
| -------------- | ----------------------------------------------------------------------- |
| 2000年7月26日  | MG4 (exclusive track for Japan only)                                    |
| 2004年2月18日  | コラボ.                                                                 |
| 2007年7月4日   | Hot Summer                                                              |
| 2008年8月6日   | DJ和「J-ポッパサイズ [DJ和 in No.1 J-POP MIX]」                         |
| 2009年3月25日  | タイトルは『LIFE』です。                                                |
| 2010年6月30日  | SUMMER SUNSHINE                                                         |
| 2010年10月12日 | アオキマミ「NU - STANDARDS 2」                                          |
| 2011年10月12日 | DJ KAORI「DJ KAORI'S JMIX Classics」                                    |
| 2013年3月20日  | bird「HOME」                                                            |
| 2014年6月2日   | MAY'S「VIVA!!! SUMMER COVERS ～Dancin' In The Round～」                 |
| 2019年8月7日   | DJ和「ラブとポップ～大人になっても忘れられない歌がある～mixed by DJ和」 |
| 2021年11月3日  | MONDO GROSSO OFFICIAL BEST                                              |